# Kathrin Golda-Pongratz
Kathrin Golda-Pongratz (Augsburgo, 1971) es una arquitecta, urbanista y profesora universitaria alemana.

## Biografía
Graduada en Arquitectura por la Universidad Técnica de Múnich, se doctoró en Arquitectura y Urbanismo por la Universidad de Karlsruhe. Golda-Pongratz es profesora de Urbanismo Internacional en la Universidad de Ciencias Aplicadas de Frankfurt; también imparte clases de urbanismo en la Universidad Nacional de Ingeniería de Lima y en la Escuela de Arquitectura La Salle de la Universidad Ramon Llull en Barcelona, entre otras. Ha investigado sobre procesos de urbanización ligados a las migraciones, urbanismo latinoamericano, crecimientos informales y políticas de vivienda.
Es coeditora del periódico Trialog así como miembro de la Sociedad Alemana de trabajo sobre Investigación en Latinoamérica (ADLAF), del Deutscher Werkbund y del consejo asesor del Premio FAD City to City en Barcelona. Además, sus trabajos fotográficos han sido expuestos en Alemania, Argentina, Perú y España. Golda-Pongratz es miembro del comité de expertos del Premio Europeo del Espacio Público Urbano desde la edición de 2014.